# هانا کوناروفسکا
هانا کوناروفسکا (لهستانی: Hanna Konarowska؛ زادهٔ ۲۴ مه ۱۹۸۳) بازیگر اهل لهستان است.
از فیلم‌ها یا مجموعه‌های تلویزیونی که وی در آن‌ها نقش داشته‌است، می‌توان به نیمه سوم، در خوشی و سختی، در خیابان سپولنی، کارآگاهان جنایی، پیت‌بول، پدر متیو، خیوکا، رنگ‌های خوشبختی، کمیسر آلکس، دوستان و ع چون عشق اشاره نمود.